# Squash-Weltmeisterschaften im Doppel und Mixed 2017/Mixed
Mixed der Weltmeisterschaften im Doppel und Mixed 2017 im Squash.
Das Teilnehmerfeld bestand aus 20 Doppelpaarungen, die in vier Gruppen à fünf Doppelpaarungen im Round-Robin-Modus gegeneinander antraten. Die Gruppensieger und Zweitplatzierten zogen ins Viertelfinale ein und spielten im K.-o.-System die Plätze eins bis acht aus.
Vorjahressieger waren Joelle King und Paul Coll aus Neuseeland, die 2016 das Endspiel gegen Dipika Pallikal und Saurav Ghosal gewannen. King und Coll starteten an Nummer eins gesetzt ins Turnier, Pallikal und Ghosal als Nummer zwei. Erneut gelang King und Coll der Finaleinzug. Sie gewann das Finale gegen Alison Waters und Daryl Selby mit 11:8, 9:11 und 11:6.

## Setzliste
| Nr. | Paarung                         | Erreichte Runde |
| --- | ------------------------------- | --------------- |
| 01. | Joelle King Paul Coll           | Sieg            |
| 02. | Dipika Pallikal Saurav Ghosal   | Viertelfinale   |
| 03. | Donna Urquhart Cameron Pilley   | Viertelfinale   |
| 04. | Rachael Grinham David Palmer    | Halbfinale      |
| 05. | Alison Waters Daryl Selby       | Finale          |
| 06. | Joshna Chinappa Vikram Malhotra | Viertelfinale   |
| 07. | Tesni Evans Peter Creed         | Halbfinale      |
| 08. | Victoria Lust Adrian Waller     | Gruppenphase    |
| 09. | Deon Saffery Joel Makin         | Gruppenphase    |
| 10. | Samantha Cornett Shawn Delierre | Gruppenphase    |

| Nr. | Paarung                             | Erreichte Runde |
| --- | ----------------------------------- | --------------- |
| 11. | Amanda Landers-Murphy Zac Millar    | Gruppenphase    |
| 12. | Natalie Grinham Piëdro Schweertman  | Gruppenphase    |
| 13. | Nikki Todd David Baillargeon        | Gruppenphase    |
| 14. | Catalina Peláez Andrés Herrera      | Gruppenphase    |
| 15. | Rachel Arnold Mohd Syafiq Kamal     | Gruppenphase    |
| 16. | Lisa Aitken Douglas Kempsell        | Viertelfinale   |
| 17. | Milnay Louw Christo Potgieter       | Gruppenphase    |
| 18. | Milou van der Heijden Dylan Bennett | Gruppenphase    |
| 19. | Carrie Hallam Chris Leiper          | Gruppenphase    |
| 20. | Laura Tovar Juan Vargas             | Gruppenphase    |

## Ergebnisse

### Vorrunde

#### Gruppe A
| Rang | Setzung | Doppel                        | Sp. | S | N | S.-Diff. | P.-Diff. | Pkt. |
| ---- | ------- | ----------------------------- | --- | - | - | -------- | -------- | ---- |
| 1    | 16      | Lisa Aitken Douglas Kempsell  | 4   | 4 | 0 | 8:2      | 102:67   | 8    |
| 2    | 1       | Joelle King Paul Coll         | 4   | 3 | 1 | 7:2      | 102:69   | 6    |
| 3    | 8       | Victoria Lust Adrian Waller   | 4   | 2 | 2 | 5:5      | 84:95    | 4    |
| 4    | 17      | Milnay Louw Christo Potgieter | 4   | 1 | 3 | 2:6      | 62:82    | 2    |
| 5    | 9       | Deon Saffery Joel Makin       | 4   | 0 | 4 | 2:8      | 69:106   | 0    |

| Spieler         | Spieler           | Ergebnis         |
| --------------- | ----------------- | ---------------- |
| Saffery / Makin | Aitken / Kempsell | 3:11, 3:11       |
| Lust / Waller   | Louw / Potgieter  | 11:5, 11:9       |
| Lust / Waller   | Saffery / Makin   | 11:8, 9:11, 11:9 |
| King / Coll     | Aitken / Kempsell | 7:11, 11:5, 9:11 |
| Lust / Waller   | Aitken / Kempsell | 11:9, 6:11, 4:11 |

| Spieler           | Spieler          | Ergebnis         |
| ----------------- | ---------------- | ---------------- |
| King / Coll       | Louw / Potgieter | 11:6, 11:7       |
| King / Coll       | Saffery / Makin  | 9:11, 11:0, 11:8 |
| Aitken / Kempsell | Louw / Potgieter | 11:5, 11:8       |
| King / Coll       | Lust / Waller    | 11:2, 11:8       |
| Saffery / Makin   | Louw / Potgieter | 7:11, 9:11       |

#### Gruppe B
| Rang | Setzung | Doppel                              | Sp. | S | N | S.-Diff. | P.-Diff. | Pkt. |
| ---- | ------- | ----------------------------------- | --- | - | - | -------- | -------- | ---- |
| 1    | 2       | Dipika Pallikal Saurav Ghosal       | 4   | 4 | 0 | 6:0      | 66:32    | 8    |
| 2    | 7       | Tesni Evans Peter Creed             | 4   | 3 | 1 | 4:2      | 58:47    | 6    |
| 3    | 10      | Samantha Cornett Shawn Delierre     | 4   | 2 | 2 | 2:4      | 45:54    | 4    |
| 4    | 18      | Milou van der Heijden Dylan Bennett | 4   | 1 | 3 | 0:6      | 30:66    | 2    |
| 5    | 15      | Rachel Arnold Mohd Syafiq Kamal     | 4   | 0 | 4 | 0:0      | 0:0      | 0    |

| Spieler            | Spieler                   | Ergebnis         |
| ------------------ | ------------------------- | ---------------- |
| Cornett / Delierre | Arnold / Kamal            | 11:9, 2:11, 7:11 |
| Evans / Creed      | van der Heijden / Bennett | 11:6, 11:6       |
| Evans / Creed      | Cornett / Delierre        | 11:9, 11:4       |
| Pallikal / Ghosal  | Arnold / Kamal            | 11:7, 11:4       |
| Evans / Creed      | Arnold / Kamal            | 11:8, 11:4       |

| Spieler            | Spieler                   | Ergebnis              |
| ------------------ | ------------------------- | --------------------- |
| Pallikal / Ghosal  | van der Heijden / Bennett | 11:4, 11:4            |
| Pallikal / Ghosal  | Cornett / Delierre        | 11:5, 11:5            |
| Arnold / Kamal     | van der Heijden / Bennett | 0:11, 0:11 (kampflos) |
| Pallikal / Ghosal  | Evans / Creed             | 11:8, 11:6            |
| Cornett / Delierre | van der Heijden / Bennett | 11:1, 11:9            |

#### Gruppe C
| Rang | Setzung | Doppel                           | Sp. | S | N | S.-Diff. | P.-Diff. | Pkt. |
| ---- | ------- | -------------------------------- | --- | - | - | -------- | -------- | ---- |
| 1    | 6       | Joshna Chinappa Vikram Malhotra  | 4   | 4 | 0 | 8:1      | 95:65    | 8    |
| 2    | 3       | Donna Urquhart Cameron Pilley    | 4   | 3 | 1 | 7:2      | 91:53    | 6    |
| 3    | 11      | Amanda Landers-Murphy Zac Millar | 4   | 2 | 2 | 4:4      | 71:66    | 4    |
| 4    | 14      | Catalina Peláez Andrés Herrera   | 4   | 1 | 3 | 2:6      | 50:80    | 2    |
| 5    | 19      | Carrie Hallam Chris Leiper       | 4   | 0 | 4 | 0:8      | 45:88    | 0    |

| Spieler                 | Spieler                 | Ergebnis   |
| ----------------------- | ----------------------- | ---------- |
| Chinappa / Malhotra     | Hallam / Leiper         | 11:5, 11:6 |
| Landers-Murphy / Millar | Peláez / Herrera        | 11:3, 11:5 |
| Chinappa / Malhotra     | Landers-Murphy / Millar | 11:9, 11:9 |
| Urquhart / Pilley       | Peláez / Herrera        | 11:5, 11:4 |
| Chinappa / Malhotra     | Peláez / Herrera        | 11:7, 11:4 |

| Spieler                 | Spieler                 | Ergebnis         |
| ----------------------- | ----------------------- | ---------------- |
| Urquhart / Pilley       | Hallam / Leiper         | 11:2, 11:4       |
| Urquhart / Pilley       | Landers-Murphy / Millar | 11:6, 11:3       |
| Peláez / Herrera        | Hallam / Leiper         | 11:5, 11:9       |
| Urquhart / Pilley       | Chinappa / Malhotra     | 11:7, 7:11, 7:11 |
| Landers-Murphy / Millar | Hallam / Leiper         | 11:5, 11:9       |

#### Gruppe D
| Rang | Setzung | Doppel                             | Sp. | S | N | S.-Diff. | P.-Diff. | Pkt. |
| ---- | ------- | ---------------------------------- | --- | - | - | -------- | -------- | ---- |
| 1    | 5       | Alison Waters Daryl Selby          | 4   | 4 | 0 | 8:1      | 97:56    | 8    |
| 2    | 4       | Rachael Grinham David Palmer       | 4   | 3 | 1 | 7:3      | 94:70    | 6    |
| 3    | 13      | Nikki Todd David Baillargeon       | 4   | 2 | 2 | 5:5      | 80:94    | 4    |
| 4    | 12      | Natalie Grinham Piëdro Schweertman | 4   | 1 | 3 | 3:7      | 81:97    | 2    |
| 5    | 20      | Laura Tovar Juan Vargas            | 4   | 0 | 4 | 1:8      | 63:97    | 0    |

| Spieler               | Spieler               | Ergebnis          |
| --------------------- | --------------------- | ----------------- |
| Grinham / Schweertman | Todd / Baillargeon    | 11:6, 6:11, 10:12 |
| Waters / Selby        | Tovar / Vargas        | 11:7, 11:7        |
| Waters / Selby        | Grinham / Schweertman | 11:4, 11:9        |
| Grinham / Palmer      | Todd / Baillargeon    | 11:5, 8:11, 11:4  |
| Waters / Selby        | Todd / Baillargeon    | 11:6, 11:3        |

| Spieler               | Spieler               | Ergebnis         |
| --------------------- | --------------------- | ---------------- |
| Grinham / Palmer      | Tovar / Vargas        | 11:7, 11:3       |
| Grinham / Palmer      | Grinham / Schweertman | 11:6, 11:4       |
| Todd / Baillargeon    | Tovar / Vargas        | 11:5, 11:10      |
| Grinham / Palmer      | Waters / Selby        | 4:11, 11:9, 5:11 |
| Grinham / Schweertman | Tovar / Vargas        | 9:11, 11:5, 11:8 |

### Finalrunde
| Viertelfinale | Viertelfinale           | Viertelfinale | Viertelfinale | Viertelfinale |  |  | Halbfinale | Halbfinale           | Halbfinale | Halbfinale | Halbfinale |   |                    | Finale          | Finale | Finale | Finale | Finale |
|               |                         |               |               |               |  |  |            |                      |            |            |            |   |                    |                 |        |        |        |        |
| 16            | L. Aitken D. Kempsell   | 11            | 6             | 9             |  |  |            |                      |            |            |            |   |                    |                 |        |        |        |        |
| 7             | T. Evans P. Creed       | 6             | 11            | 11            |  |  | 7          | T. Evans P. Creed    | 10         | 11         | 8          |   |                    |                 |        |        |        |        |
| 3             | D. Urquhart C. Pilley   | 5             | r             |               |  |  | 5          | A. Waters D. Selby   | 11         | 10         | 11         |   |                    |                 |        |        |        |        |
| 5             | A. Waters D. Selby      | 11            |               |               |  |  |            |                      |            |            |            | 5 | A. Waters D. Selby | 8               | 11     | 6      |        |        |
| 6             | J. Chinappa V. Malhotra | 11            | 9             | 9             |  |  |            |                      |            |            |            |   | 1                  | J. King P. Coll | 11     | 9      | 11     |        |
| 4             | R. Grinham D. Palmer    | 8             | 11            | 11            |  |  | 4          | R. Grinham D. Palmer | 8          | 8          |            |   |                    |                 |        |        |        |        |
| 1             | J. King P. Coll         | 11            | 10            | 11            |  |  | 1          | J. King P. Coll      | 11         | 11         |            |   |                    |                 |        |        |        |        |
| 2             | D. Pallikal S. Ghosal   | 7             | 11            | 9             |  |  |            |                      |            |            |            |   |                    |                 |        |        |        |        |